# Ercole Graziadei
Ercole Graziadei (1900 – 1981) è stato un avvocato italiano.
Figlio dell'economista e politico romagnolo Antonio Graziadei, fondò lo studio di diritto internazione Avv. Ercole Graziadei, con sede a Roma, in via Veneto 96. Il suo contributo fu fondamentale nella introduzione della normativa sul divorzio in Italia. Tra i suoi clienti si possono annoverare Ingrid Bergman, Maria Callas, Vittorio De Sica, Roberto Rossellini, Anna Magnani, Charlie Chaplin, lo stato di Israele, e gli eredi di Luigi Pirandello.
Dal 1966 al 1969 è stato il primo presidente del Consiglio degli Ordini Forensi d'Europa (CCBE), che rappresenta gli avvocati tramite gli ordini professionali di 41 paesi, in due classi: membro e osservatore.
Nel 1976 fu nominato presidente della Arnoldo Mondadori Editore.

## Attività cinematografica
Graziadei finanziò il 50% dei costi del film di Vittorio De Sica Ladri di biciclette.

## Opere
- Persone, pp. 196, Arnoldo Mondadori Editore, 1966.